# Deroplia pilosa
Deroplia pilosa är en skalbaggsart som först beskrevs av Thomas Vernon Wollaston 1862.  Deroplia pilosa ingår i släktet Deroplia och familjen långhorningar. Inga underarter finns listade i Catalogue of Life.